# Аббатство Эльдена
Аббатство Эльдена — один из древнейших монастырей в Померании, основанный в 1199 году в окрестностях Грайфсвальда. В 1535 году во время Реформации и распространения лютеранства в Померании аббатство было упразднено. До настоящего времени сохранились руины монастырских строений.

## История
Ещё в XII веке на юге княжества Рюген, находившегося в вассальной зависимости от Дании, монахами-цистерцианцами из аббатства Эсром на острове Зеландия был основан монастырь, уничтоженный в 1198 году в ходе войны между Данией и Бранденбургом. Князь Рюгена Яромар I, женатый на принцессе из Датского Дома, снова пригласил монахов-цистерцианцев из Дании, пожаловав им земли в устье реки Хильда для основания нового монастыря.
На пожалованной князем территории находились соляные промыслы и в 1199 году здесь было основано аббатство, которое в 1204 году было официально признано римским папой Иннокентием III. Князья Рюгена пожаловали обширные земли, но практически все они представляли собой спорные территории между княжеством и сопредельными государствами.
Название «Хильда» было дано монастырю по названию реки, первое упоминание о которой в документах относится к 1241 году («Hildam Fluvium»). Тем не менее, считается, что монастырь был назван в честь реки, а не наоборот. Название обители менялось несколько раз с 1204 года от «Хильда или Ильда» до «Хилда» в 1220 году, затем «Эльдена» в 1347 году и Эльденов в 1621 году. Наконец за аббатством закрепилось предпоследнее название. В 1939 году район Грайфсвальда, прилегающий к руинам бывшего монастыря получил это же название — Эльдена.
Около аббатства Эльдена на пересечении древних торговых путей в первой половине XIII века возник посёлок рабочих, трудившихся на добыче соли, в скором времени ставший городом Грайфсвальд. В 1241 году князь Рюгена Вицлав I и герцог Померании Вартислав III пожаловали аббатству право устраивать ярмарку. После того, как в аббатстве был похоронен Вратислав III, в нём была основана усыпальница для представителей Померанского Дома. В 1249 году за монастырём было признано право владения церковью Святого Николая и церковью Святой Марии в Грайфсвальде. Одной из статей дохода монастыря было производство и продажа пива.
Возведение монастырского комплекса продолжалось в течение четырёх столетий. Строительство началось с восточной части монастырской церкви в 1200 году и закончилось в начале XV века существенной доработкой западного фасада церкви и нефа здания самого аббатства. Монастырь играл важную роль в христианизации Западной Померании.
В 1534 году на ландтаге в Трептове-на-Реге герцоги Барним XI и Филипп I признали лютеранство в качестве официального исповедания в герцогстве Померания. Монастыри и аббатства подверглись секуляризации. В 1535 году аббатство Эльдена было упразднено и на его месте было основано княжество Эльдена. Герцог Филипп I завладел имуществом монастыря и на месте аббатства основал ферму. Последние настоятель обители Энвальд Шинкель и приор Михаэль Кнабэ жили в аббатстве до самой смерти.
Бывший монастырь сильно пострадал в ходе Тридцатилетней войны (1618—1648). В 1634 году аббатство вместе с большой частью бывших монастырских угодий последний герцог из Померанского Дома Богуслав XIV пожаловал Университету Грайфсвальда. Во время оккупации Померании Швецией (1648—1815) здания монастыря стали разбирать для строительства и ремонта укреплений и исторического центра Грайфсвальд.
Интерес к обители возник в начале XIX века с эпохой романтизма и появлением картин Каспара Давида Фридриха, изобразившего руины аббатства.
В 1828 году под патронатом Университета было положено начала археологическим раскопкам в бывшем монастыре, а на территории аббатства Петером Йозефом Леннэ был создан парк. В 1926—1927 годах Ханс Клоер в ходе раскопок восстановил исходное состояние монастырских зданий. Руины аббатства включают в себя части церковного нефа и монастырское здание, пивоваренный завод с погребами, амбар и части монастырских стен XIV века. В 1960-х годах после очередных мер по сохранению исторического наследия бывшей обители здесь был построен театр под открытым небом, а затем на территории монастыря стали проводить различные культурные мероприятий. В 1995 и 1996—1997 годах Государственное управление по охране исторических памятников (Landesamt für Denkmalpflege) и город Грайфсвальд совместными усилиями привели ещё одни раскопки и реставрационные работы, которые в конечном итоге привели к созданию культурного центра «Еврорегиона Померании».

## Галерея
- Руины Эльдены
- Руины Эльдены
- Монастырский амбар XIV века
- Надгробие Вратислава III, герцога Померании в XIII веке в усыпальнице членов Померанского Дома
- Надгробие Иоанна VII. аббата монастыря в XV веке